# Darko Kovačević
Darko Kovačević (serbisk kyrilliska: Дарко Ковачевић), född 18 november 1973 i Kovin i Jugoslavien (nuvarande Serbien), är en serbisk före detta fotbollsspelare. Han är mest känd för sin tid i spanska Real Sociedad då han ofta spelade tillsammans med Nihat Kahveci i anfallet.